# Сторожицька (річка)
Сторожицька — річка в Зарічненському районі Рівненської області, ліва притока Прип'яті (басейн Дніпра).

## Опис
Довжина річки приблизно 4 км. Висота витоку над рівнем моря — 148 м, висота гирла — 140 м, падіння річки — 8 м, похил річки — 2 м/км. Формується з багатьох безіменних струмків та 2 водойм.

## Розташування
Бере початок на південно-східній стороні від села Омит біля озера Омит. Тече переважно на південний захід і на північно-східній стороні від села Нобель впадає в річку Прип'ять, праву притоку Дніпра.